# Nip/Tuck
Nip/Tuck, también conocida como A Golpe de Bisturí en España, es una serie de televisión estadounidense ganadora de un premio Emmy y un Globo de Oro creada por Ryan Murphy y estrenada el 22 de julio de 2003. Relata la vida laboral de dos amigos y exitosos cirujanos plásticos de Miami y luego Los Ángeles, Sean McNamara (Dylan Walsh) y Christian Troy (Julian McMahon), mientras sus vidas privadas empiezan a desmoronarse a causa del estrés, la envidia, la lujuria, el crimen y posteriormente la fama al mudarse a Hollywood. Terminó de emitirse el 3 de marzo de 2010, Nip/Tuck es considerada una de las series más polémicas por sus fuertes temáticas sobre familia, sexo y adicciones, lo que llevó a múltiples críticas de los sectores conservadores alrededor del mundo.
Temas como el incesto, homosexualidad, bisexualidad, aborto, pedofilia, zoofilia, bondage, lactancia erótica, adicción a las drogas y sectas religiosas han sido puestos a la palestra por esta serie. El carácter autodestructivo de los personajes fue el tono que la acompañó por todas sus temporadas.
Nip/Tuck fue una de las series que rompieron los moldes de la televisión, acercándose al estilo cinematográfico que rige hoy en día en la TV norteamericana.
En Hispanoamérica es emitida por las cadenas FOX. En México se transmitió por algunos canales de Televisa, en El Salvador se transmite por canal 2 de TCS, en Chile por TVN, en Perú por Frecuencia Latina y FOX, en Ecuador por Teleamazonas, en Venezuela por Televen canal 10, en Colombia por FOX y FX, en Bolivia y Argentina por FX o FOX y Canal 13 y en Panamá por TVMax Canal 9. 
En España la serie es retransmitida por los siguientes canales autonómicos: TVG (doblada al gallego, bajo el nombre de "Quita e pon"), 7RM (7 Región de Murcia), Euskal Telebista (ETB), Telemadrid, TV3 (doblada al catalán como Nip/Tuck), Canal Nou , TV Canaria, IB3, Castilla-La Mancha TV, Canal Sur y TPA (Televisión del Principado de Asturias). También se emite en castellano en Calle 13 , FX Networks y FOX Life Perú por FX.
En el Reino Unido la serie se ha emitido por FOX, Sky Living, Sky1 y Channel 4.
Las primeras 4 temporadas se realizaron en Miami, pero desde la quinta temporada los protagonistas se mudaron a Los Ángeles.

## Personajes y actores

### Protagonistas
- Sean McNamara (Dylan Walsh) - Un cirujano que está pasando por una crisis de mediana edad y empieza a repudiar las acciones y decisiones que ha tomado en su vida. Dirige la práctica de cirugía plástica McNamara/Troy con su mejor amigo de la juventud, Christian Troy. Está casado con su novia universitaria Julia McNamara hace diecisiete años. De dicho matrimonio tiene tres hijos: Matt McNamara, Annie McNamara y Connor McNamara.
- Christian Troy (Julian McMahon) - Un mujeriego cirujano de mediana edad. Lleva uno de los consultorios de cirugía plástica más importantes y prestigiosos de Miami con su mejor amigo y socio Sean McNamara. Es un hombre que se muestra frío, egoísta y superficial. Se involucró con la modelo y actriz porno Kimber Henry.
- Julia McNamara (Joely Richardson) - La esposa de Sean McNamara, es su esposa desde hace diecisiete años. Es madre de Matt McNamara, de Annie McNamara y Connor McNamara. Dejó la escuela de medicina para dedicarse a ser madre y esposa.
- Matt McNamara (John Hensley) - El hijo del matrimonio de Sean y Julia McNamara. Hijo legitimo de Christian Troy junto a Julia. Tiene una marcada tendencia a elegir parejas conflictivas y traer problemas a su familia.
- Liz Cruz (Roma Maffia) - La anestesióloga principal de McNamara/Troy. Es una mujer que frecuentemente tiene que ser la voz de la razón para los doctores de su consulta. Es cuarentona, impetuosa, enfática y abiertamente lesbiana.
- Kimber Henry (Kelly Carlson) - Una modelo que se involucra con Christian Troy, obsesionándose con él y su relación.

### Principales antagonistas
- Escobar Gallardo (Robert LaSardo) - Violento, carismático y mafioso traficante de drogas sudamericano. Se involucra con Sean McNamara cuando le fuerza a extraer implantes con drogas de "modelos" ilegales. Aparece principalmente en la Primera Temporada, y en secuencias de recuerdos en la Segunda Temporada, es la voz de la conciencia de Sean en las 4 primeras temporadas, apareciendo siempre que Sean tiene dudas morales de alguna cosa. En la cuarta temporada reaparece, es operado por Sean y Christian y es asesinado por su esposa Gala Gallardo en el último capítulo de la temporada.

- Colleen Rose: (Sharon Gless) La nueva mánager de Sean en Hollywood, esconde secretos macabros y termina apuñalando a Sean por la espalda en el capítulo 14 de la quinta temporada, porque Sean descubrió que era una farsa. Su hobby es hacer osos de peluche disfrazados, y con la máquina para rellenarlos elimina a un representante que competía por representar a Sean.

- Ava Moore (Famke Janssen) - Una conflictuada consejera de vida que usa la razón torcida a su favor para obtener lo que quiere de las personas. Fue consejera de Sean y Julia McNamara, mediante a los cuales conoció a Matt McNamara y por un tiempo, tuvo una relación con él. Es la madrastra de Adrian Moore, y tiene una historia muy cercana con el Dr. Barrett Moore. Aparece en la segunda temporada. Es una mujer transexual operada.

- Dr. Merril Bobolit (Joey Slotnick) - Otro cirujano plástico, antiguo colega de Christian, aunque mucho más mediocre académicamente. Se hace millonario a través de medidas amorales y poco respeto por la ética que Sean y Christian aún conservan. Esto hace que, al final de la primera temporada, empiece a intervenir en operaciones ilegales practicadas a perros, lo que provoca la pérdida de su licencia y fortuna cuando tiene un desliz y mata accidentalmente a uno de sus "pacientes". Habiéndose volatilizado todo su dinero y popularidad, se hace adicto al anestesiante de quirófano y se asocia con Madam Rose para practicar operaciones ilegales en la trastienda de un salón de belleza con un derivado del botox que ha descubierto él mismo. Aparece en la primera temporada y en el capítulo "Oona Wentworth" de la segunda. En la cuarta temporada mientras está en la cárcel se casa con Escobar Gallardo.

- Quentin Costa (Bruno Campos) - El mejor cirujano plástico de toda Atlanta, especializado en operaciones faciales, taimado, bisexual y conflictivo tanto con Sean como con Christian. Fue contratado en McNamara/Troy durante un corto tiempo para operar la herida de Sean causada por el Cortador; más tarde, él también se convierte en una de las víctimas del psicópata. Aparece en el penúltimo capítulo de la segunda temporada y en la tercera.

- The carver - Un violador y asesino en serie enmascarado que droga a sus víctimas con un paralizante y las desfigura cortando sus mejillas desde sus labios, dibujando una sonrisa de Glasgow, después de decirles que "la belleza es una maldición en el mundo. Nos impide ver quiénes son los verdaderos monstruos". Se involucra con Sean McNamara cuando este repara a dos de las "obras maestras" del Cortador, la modelo Naomi Gaines y un modelo masculino. El Cortador entonces ataca a Sean, cortando su mejilla, y advirtiéndole que si vuelve a reparar a una de sus "obras maestras" lo matará. Usa un modificador de voz, una máscara de Mardi Gras, ropas y guantes negros, y su identidad es un completo misterio. Aparece acercándose el final de la Tercera Temporada. En el último capítulo se resuelve que este personaje es Quentin y su hermana Kith, la supuesta detective Británica, finalmente después de fingir la muerte de Quentin a manos de Kith escapan juntos a Málaga donde pronto empiezan a cometer crímenes.

- Grace Santiago (Valerie Cruz) - La psicóloga de McNamara/Troy; tuvo una aventura con su jefe Christian Troy tras la cual quedó amargada con los doctores de su práctica, renunciando finalmente durante la primera temporada.

### Otros personajes
- Gina Russo (Jessalyn Gilsig) - Una conflictuada y amargada adicta al sexo en sus treinta y tantos. En la primera temporada tuvo un hijo el cual le atribuyó a su amorío con Christian Troy pero biológicamente no era de él; mientras que en la segunda temporada pelea por la custodia de su hijo y descubre que es positiva de VIH, en la quinta temporada, es contratada como recepcionista de Chrisian, muere accidentalmente cuando tenía sexo con Christian.
- Ariel Alderman (Brittany Snow) - Una chica racista que asiste al mismo instituto que Matt. El mantiene una relación con ella. (3.ª temporada)
- Suzanne Epstein (Nancy Cassaro) - Amiga de Julia absorta en sí misma; su hija es la mejor amiga de Annie McNamara. (1.ª y 2.ª temporada)
- Cara Fitzgerald (Keri Lynn Pratt) - La chica a la que Matt McNamara y Henry Saphiro atropellan accidentalmente. Muy religiosa. Asaltada sexualmente por Henry más tarde. (1.ª y 2.ª temporada)
- Sra. Grubman (Ruth Williamson) - Una cliente recurrente de McNamara/Troy adicta a la cirugía plástica. Lista y manipuladora. Muere en la cuarta temporada. (1.ª y 2.ª temporada)
- Sophia López (Jonathan Del Arco) - Una mujer transexual que desarrolló amistad tanto con Liz (con la que mantuvo un breve romance) y Julia. (1.ª temporada)
- Kit McGraw (Rhona Mitra) - Una detective británica llamada a Miami para investigar el caso del Cortador. (3.ª temporada)
- Annie McNamara (Kelsey Batelaan) - La hijita de Sean y Julia. (1-6 temporada)
- Adrian Moore (Seth Gabel) - Hijo adoptivo de Ava Moore, mantiene una relación incestuosa con ella; se suicida al final de la segunda temporada. (2.ª temporada)
- Dr. Erica Noughton (Vanessa Redgrave) - La controladora madre de Julia y una doctora practicante de la psicología clínica. (2.ª, 3.ª y 5.ª temporada).
- Nurse Linda (Linda Klein) - Enfermera en McNamara/Troy. (1-6 temporada)
- Megan O'Hara (Julie Warner) - Paciente que acudió a McNamara/Troy para reconstruirse el pecho. Fue amante de Sean durante un corto tiempo. Murió en la primera temporada. (1.ª y 2.ª temporada)
- Dr. Barrett Moore (Alec Baldwin) - Fue el marido de Ava Moore y su cirujano plástico, reconstruye a Ava excepto por una operación. (Último capítulo 2.ª Temporada)
- Morgan Thompson (Travis T. Flory).

## Episodios
| Temporada | Temporada | Episodios | Episodios | Emisión original         | Emisión original        |
| Temporada | Temporada | Episodios | Episodios | Primera emisión          | Última emisión          |
| --------- | --------- | --------- | --------- | ------------------------ | ----------------------- |
|           | 1         | 13        | 13        | 22 de julio de 2003      | 21 de octubre de 2003   |
|           | 2         | 16        | 16        | 22 de junio de 2004      | 5 de octubre de 2004    |
|           | 3         | 15        | 15        | 20 de septiembre de 2005 | 20 de diciembre de 2005 |
|           | 4         | 15        | 15        | 5 de septiembre de 2006  | 12 de diciembre de 2006 |
|           | 5         | 22        | 14        | 10 de octubre de 2007    | 19 de febrero de 2008   |
|           | 5         | 22        | 8         | 6 de enero de 2009       | 3 de marzo de 2009      |
|           | 6         | 19        | 19        | 14 de octubre de 2009    | 3 de marzo de 2010      |

## Versiones Internacionales

### Colombia
El 28 de octubre de 2013, Caracol televisión estrenó una versión de esta serie que lleva como nombre Mentiras perfectas, protagonizada por Carolina Gómez, Emmanuel Esparza, Michel Brown, Javier Ramírez Espinosa y Natasha Klauss.